# Rys ostrovid
Rys ostrovid (Lynx lynx, dříve Felis lynx) je středně velká kočkovitá šelma přirozeně se vyskytující v Eurasii. Patří do podčeledi malé kočky a do čtyřdruhového rodu rys. Je největší kočkovitou šelmou Evropy a řadí se mezi druhy chráněné Bernskou konvencí. Podle českých zákonů náleží mezi silně ohrožené a chráněné druhy, které nelze lovit. V mnoha oblastech svého původního areálu byl vyhuben v důsledku odlesňování, pronásledování a úbytku kořisti. Od 70. let 20. století začala na některých místech reintrodukce, do jisté míry úspěšná. To je i případ Česka, kde nyní žije nejvýše několik desítek jedinců náležících ke karpatské populaci, která je považována za samostatný poddruh Lynx lynx carpathicus. Největší současnou hrozbou pro evropské populace rysů je nelegální lov.
Rys je charakteristický svými dlouhými končetinami, krátkým ocasem, štětinami chlupů na uších (štětičky) a na bradě (licousy) . Zadní nohy jsou delší než přední, což dodává jeho postavě charakteristický vzhled. Tlapy jsou relativně velké, snižují tím plošné zatížení a umožňují dobrou prostupnost sněhem. Zbarvení srsti je variabilní, pohybuje se od šedé, přes béžovou, rezavou až po načervenalou či hnědou. Někteří rysové mají jasné tmavé skvrny, jiní jsou spíše uniformní prakticky bez skvrn. Spodní část těla je výrazně světlejší než boky a hřbet. Váží nejčastěji okolo 20 kg, výjimečně velké kusy mohou mít i přes 30 kg. 
Rys žije především v lesích, méně často v horských oblastech, ve stepích a lesostepích či při okrajích tunder. Je to samotářská šelma, s výjimkou období rozmnožování a samic s mláďaty. Je aktivní především za soumraku či v noci. Živí se rozličnou kořistí, od hmyzu, hlodavců a ptáků až po středně velké kopytníky, přičemž na většině míst výskytu představuje hlavní složku potravy srnec. Poměrně často zabíjí i jiné, menší šelmy, například lišky. Páření probíhá obvykle koncem zimy či na jaře a po asi 70 dnech březosti rodí samice 1 až 4 (nejčastěji 2) mláďata. Ta se osamostatňují po 10 až 11 měsících. V přírodě se rysové mohou dožít až 17 let, v zajetí pak i hodně přes 20.

## Taxonomie, fylogeneze
Rys ostrovid byl vědecky popsán Carlem Linném v díle Systema naturae roku 1758. Linné ho pojmenoval Felis lynx, čímž ho zařadil do početného rodu Felis. Ostatní rysové byli následně uváděni buď jako poddruhy rysa ostrovida (obvykle s výjimkou rysa červeného) nebo jako druhy v samostatném rysím podrodu. Morfologický a následně i genetický výzkum definitivně přidělil rysům vlastní rod Lynx a rozdělil je na jednoznačné, samostatné druhy, přičemž bylo určeno, že rys iberský a rys kanadský jsou nejbližší příbuzní rysa ostrovida. K oddělení linie od ostatních kočkovitých, resp. od linie vedoucí následně k rodům Puma a Acinonyx a dalším malým kočkám, došlo asi před 7 miliony let. Poslední společný předek všech rysů žil asi před 3,2 miliony let. Jednalo se patrně o druh Lynx issiodorensis, který obýval velmi rozlehlé území a svou tělesnou stavbou připomínal již klasické rysy, neboť měl krátký ocas a v čelistech 28 zubů. Lišil se nicméně tím, že měl relativně kratší nohy, delší krk a větší hlavu. Vyvinul se nejspíše v jižní Africe, odkud existuje nejstarší asi 4 miliony let starý nález. Z tohoto druhu se následně vyvinuli rysové ostrovid (v Asii), iberský (v Evropě) a červený (v Americe). Z raného rysa ostrovida se nejspíše vyvinul rys kanadský. Nicméně evoluce rodu Lynx s jasným předkem v podobě Lynx issiodorensis byla některými autory zpochybněna s tím, že přinejmenším v Africe jde spíše o fosilie patřící do rodu Caracal.
Fylogenetické vztahy uvnitř rodu ukazuje následující kladogram:
|  | Lynx canadensis - rys kanadský                                                           |
|  |                                                                                          |
|  | \| \| Lynx lynx - rys ostrovid \| \| \| \| \| \| Lynx pardinus - rys iberský \| \| \| \| |
|  |                                                                                          |
|  | Lynx lynx - rys ostrovid                                                                 |
|  |                                                                                          |
|  | Lynx pardinus - rys iberský                                                              |
|  |                                                                                          |

|  | Lynx lynx - rys ostrovid    |
|  |                             |
|  | Lynx pardinus - rys iberský |
|  |                             |

|  | Lynx canadensis - rys kanadský                                                           |
|  |                                                                                          |
|  | \| \| Lynx lynx - rys ostrovid \| \| \| \| \| \| Lynx pardinus - rys iberský \| \| \| \| |
|  |                                                                                          |
|  | Lynx lynx - rys ostrovid                                                                 |
|  |                                                                                          |
|  | Lynx pardinus - rys iberský                                                              |
|  |                                                                                          |

|  | Lynx lynx - rys ostrovid    |
|  |                             |
|  | Lynx pardinus - rys iberský |
|  |                             |

### Poddruhy
Podobně jako u mnoha jiných šelem je i u rysa počet poddruhů nejistý a mění se téměř s každou taxonomickou studií. Obecně bylo uznáváno maximálně 10 až 11 poddruhů (L. l. lynx, L. l. balcanicus, L. l.carpathicus, L. l. dinniki, L. l. isabellinus, L. l. kozlovi, L. l. neglectus, L. l. wardi, L. l. wrangeli, L. l. melinus, L. l. sardianae), přičemž subspecie L. l. sardinae byla nesprávně identifikována jako rys, i když šlo o kočku plavou (Felis lybica). Revize taxonomie kočkovitých provedená v roce 2017 odbornou skupinou IUCN SSC Cat Specialist Group hovoří o maximálně 6 poddruzích s tím, že za jediný nezpochybnitelný považuje poddruh Lynx lynx lynx a dodává, že ostatní subspecie mohou v budoucnu o svůj status přijít. Distribuce těchto prozatímních poddruhů je zhruba následující:
- L. l. lynx - Skandinávie, Finsko, Baltské státy, Bělorusko, Evropská část Ruska a část asijského Ruska západně od řeky Jenisej
- L. l. balcanicus - Balkán a možná Řecko
- L. l. carpathicus - Východní a Střední Evropa
- L. l. dinniki - Kavkaz, Malá Asie, Irák, Írán
- L. l. isabellinus - Střední Asie, Himálaj, Tibet
- L. l. wrangeli - Severní Asie východně od řeky Jenisej, severovýchodní Čína

Analýza mitochondriální DNA z roku 2021 vnesla do fylogeneze rysa a jeho poddruhů více poznatků. Dle ní se druh dělí na tři základní klady a celkem pět linií. K vzájemnému oddělení kladů došlo asi před 125 000 až 100 000 lety. Bazální subspecií je poddruh L. l. isabellinus následován L. l. dinniki. Dle této studie představovala Malá Asie v poslední době ledové hlavní rysí útočiště a stále je centrem rysí vnitrodruhové genetické diversity.

## Popis

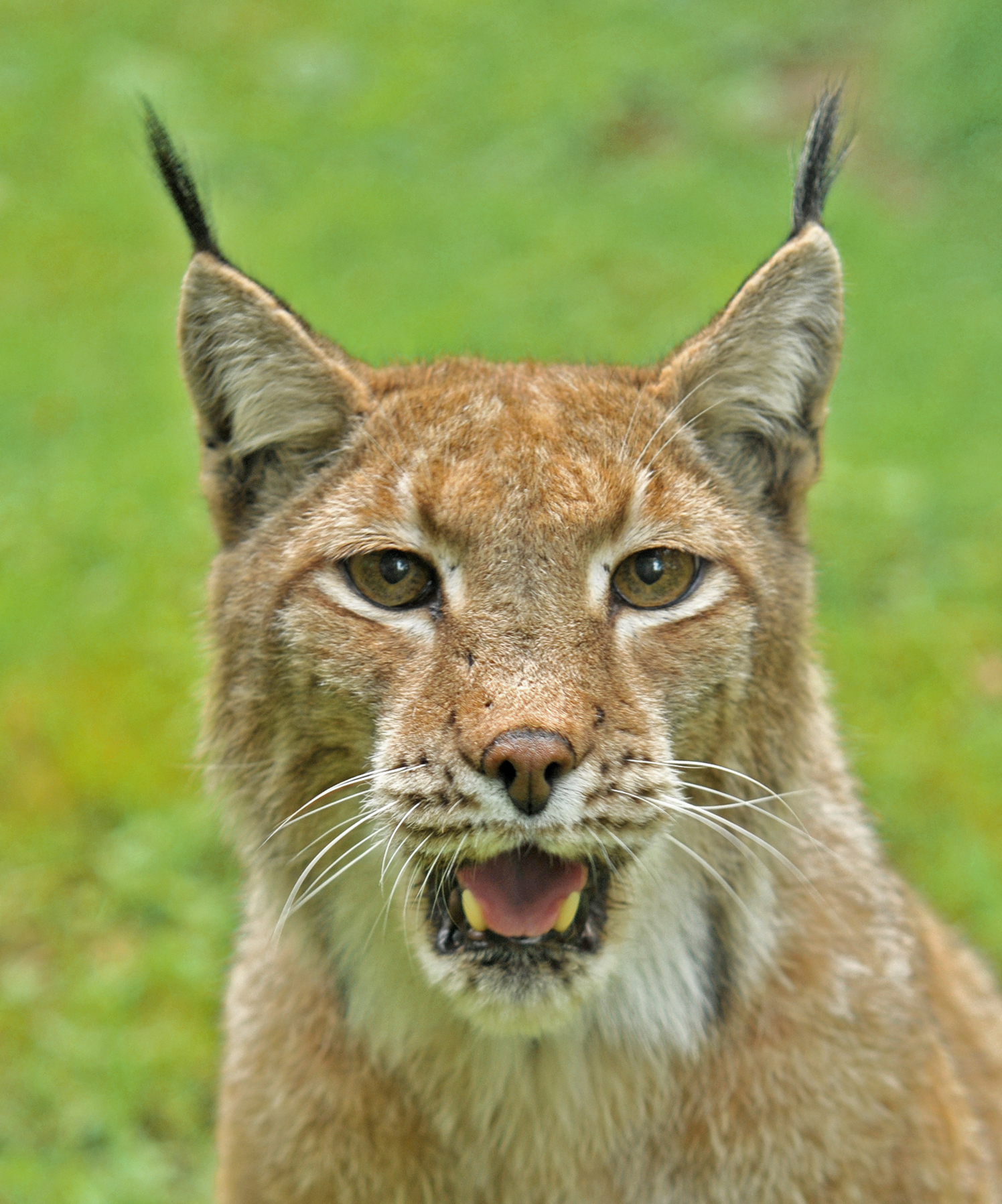
Detail hlavy rysa ostrovida

Rys ostrovid je největší evropskou kočkovitou šelmou a třetí největší malou kočkou na světě (po pumě a gepardovi). Dosahuje délky těla až 148 cm, délky ocasu až 25 cm, výšky v kohoutku až 75 cm a hmotnosti i přes 35 kg. Typické hodnoty jsou ovšem podstatně menší. Délka těla bývá nejčastěji od 80 do 120 cm, ocas měří přibližně 20 cm. Průměrná hmotnost samců se pohybuje okolo 20 kg, samic přibližně 17 kg, i když někdy jsou udávány hodnoty poněkud větší (pro karpatské rysy: samice 20 kg, samci 25 kg). Z 22 změřených jedinců z Bělověžského pralesa vážil nejtěžší samec 23,5 kg a nejtěžší samice 21,5 kg. Ze vzorku zvířat změřených na Slovensku vážil nejtěžší samec 36,5 kg a průměrná hmotnost všech samců dosahovala 24 kg. Samice zde vážily průměrně 19,8 kg, s maximální hodnotou 24 kg. Zprávy o rysech vážících 45 kg či dokonce 48 kg jsou považovány za málo věrohodné, neboť už jedinci s hmotností nad 30 kg jsou velmi vzácní. Maximální délka lebky je 12 až 17 cm, šířka 8 až 12 cm.
Oči mají žlutohnědou nebo žlutozelenou barvu. Charakteristickým znakem všech rysů jsou trojúhelníkovité uši s černými chomáčky chlupů na konci (tzv. chvostky) a černý konec ocasu, mnoho jedinců má lícní chlupy prodloužené a utvářející licousy. Funkce chvostků není zcela jasná, zřejmě jde signalizační znak, který nahrazuje omezenou možnost komunikace ocasem, případně pomáhají lépe zachycovat určité zvuky. Rys ostrovid má dosti nezaměnitelnou postavu. Působí „nohatě“, má relativně dlouhé oba páry nohou, přičemž zadní jsou delší než přední (o cca 20 %). To zlepšuje schopnost skákat. Tlapy jsou velmi široké s dobře vyvinutým blánovým spojením mezi jednotlivými prsty a pokryté dlouhou hustou srstí; jedná se o adaptaci pro pohyb ve sněhu. Plošné zatížení se pohybuje od 34 do 60 gramů na centimetr čtvereční.
Zbarvení je velmi variabilní, obecně lze ale říci, že čím dále na sever či ve vyšších nadmořských výškách rys žije, tím světlejší má srst, aby byl co nejlépe maskován v zasněžené krajině. Základní barva jeho srsti je šedá, stříbrošedá, žlutavá, rezavá, načervenalá či hnědá, vzácněji modrošedá nebo tmavošedá. Boky, hřbet a hlavu pokrývají tmavé skvrny. Skvrnitost se individuálně a lokálně liší, někteří rysi mají jasně viditelné, relativně husté černé skvrny, jiní mají jen málo zřetelné náznaky spíše světlejších skvrn a vzácně mohou skvrny chybět úplně. Skvrny mohou někdy vytvářet rozety. Středem hřbetu se někdy táhne tmavý pás tvořený pruhy. Tmavé proužky se občas vyskytují i na hlavě a tvářích. Břicho, hrudník, krk, brada, okolí očí a vnitřní strana nohou a uší má světlou, obvykle bílou barvu. Zadní strana uší je tmavá. Zimní srst je delší, jemnější, hustší a světlejší, s méně výraznou skvrnitostí. Délka chlupů bývá 2 až 7 cm. Hustota srsti se pohybuje od 4600 chlupů na cm2 na břiše po 9000 chlupů na cm2 na hřbetě. Poměr chlupů podsady k pesíkům je 12 až 13 ku 1.
Karyotyp somatických buněk sestává z 38 chromozomů se 72 rameny.

### Smysly
Rys ostrovid má vynikající zrak a sluch. Vidění je barevné se schopností rozeznat barvy a tvary na větší vzdálenost (oproti tomu kočka rozlišuje tvary jen na kratší vzdálenost). Myš umí spatřit na 75 metrů, zajíce na 300 metrů a srnu na 500 metrů. Dokáže slyšet zajíce okusujícího větvičku na 50 až 60 metrů. Má velmi dobrou prostorovou paměť svého teritoria.

## Rozšíření a populace

### Svět
Rys měl a stále má velmi široký areál rozšíření, jeden z největších ze všech kočkovitých šelem, přičemž celková plocha území, na němž se vyskytuje, je přibližně 13,5 mil. km2. Ovšem systematický lov ze strany člověka a likvidace přirozeného prostředí vedly k jeho postupnému zmenšení a roztříštěnosti a k výraznému poklesu početnosti druhu. V druhém desetiletí 21. století souvislá část areálu tohoto druhu zahrnovala západní části Číny (Tibetská náhorní plošina), velkou část Ruska (především tajgová část Sibiře) a lesnaté či horské oblasti Střední Asie, Fennoskandinávii, Pobaltí a Bělorusko. Další rozšíření (zejména po Evropě) je nesouvislé. Větší území s relativně silnými populacemi lze nalézt v Karpatech, na Balkáně a v Přední Asii (zejména Kavkaz). Ve zbytku západní a střední Evropy, kde byl rys až na pár lokálních přežívajících populací v 18. a 19. století vyhuben, existují pouze malé lokální populace, většinou nově vzniklé reintrodukcí nebo migrací. V posledních desetiletích dochází ke snaze o reintrodukci a obnovení populací rysa na mnoha místech Evropy, avšak jde o komplikovaný a pomalý proces, v mnoha místech brzděný až mařený nepřátelským postojem myslivců a pytláctvím. Odhad z roku 2015 hovořil o tom, že v Evropě (bez Ruska a Běloruska) žilo asi 9000 až 10 000 jedinců, z toho po zhruba 2000 ve Skandinávii, Karelské oblasti, Pobaltí a v Karpatech. Zbývajících 1000 až 2000 jedinců bylo roztroušeno po menších skupinách v ostatních evropských státech. Data k roku 2020 udávají, že evropská populace rysa (bez zahrnutí Ruska a Běloruska) čítá asi 8000 až 9000 jedinců, přičemž nejvíce jich je stále ve Skandinávii, Finsku, Pobaltí a Karpatech.
| Název populace           | Státy                                                                     | Počet jedinců | Stupeň ohrožení | Stav k roku (zdroj) |
| ------------------------ | ------------------------------------------------------------------------- | ------------- | --------------- | ------------------- |
| Alpinská                 | Švýcarsko, Slovinsko, Itálie, Rakousko, Francie                           | 163           | EN              | 2020                |
| Balkánská                | Severní Makedonie, Albánie, Kosovo                                        | 20-39         | CR              | 2020                |
| Baltská                  | Estonsko, Litva, Lotyšsko, Polsko, Bělorusko, Ukrajina                    | 1200-1500     | LC              | 2020                |
| Česko-Bavorsko -Rakouská | Česko, Německo, Rakousko                                                  | 60-80         | CR              | 2020                |
| Dinárská                 | Slovinsko, Chorvatsko, Bosna a Hercegovina                                | 130           | EN              | 2020                |
| Harzská                  | Německo                                                                   | 46            | CR              | 2020                |
| Jurská                   | Francie, Švýcarsko                                                        | 140           | EN              | 2020                |
| Karelská                 | Finsko                                                                    | 2500          | LC              | 2020                |
| Karpatská                | Rumunsko, Slovensko, Polsko, Ukrajina, Česko, Maďarsko, Srbsko, Bulharsko | 2100-2400     | LC              | 2020                |
| Skandinávská             | Norsko, Švédsko                                                           | 1300-1800     | VU              | 2020                |
| Vogézská                 | Francie, Německo                                                          | 1-3           | CR              | 2020                |
|                          | Evropské Rusko, Bělorusko                                                 | 9000          |                 | 2013                |
| Evropa celkem            |                                                                           | 17 000-18 000 |                 |                     |
|                          | Asijské Rusko                                                             | 13 000        |                 | 2013                |
|                          | Čína                                                                      | 27 000        | VU              | 2009                |
|                          | Mongolsko                                                                 | 10 000        |                 | 2003                |
| Kavkazská                | Rusko, Gruzie, Arménie, Ázerbájdžán, Turecko, Írán                        | 750+          |                 | 2005, 2019          |

### Česko a Slovensko

#### Historie
V Čechách docházelo od konce středověku k postupnému hubení a vytlačování rysa. V 15. až 17. století byl vybit v oblastech hlavního osídlení (Polabí a dolní Povltaví), v 18. století zanikly lokální a roztříštěné enklávy ve většině pohoří. Poslední životaschopné populace přežívaly na Šumavě, v Českém lese a Krušných horách. Poslední potvrzené výskyty v těchto oblastech pocházejí z let (1814–1830), udávají se i další, u nichž ale existují pochybnosti. Poslední jednoznačně doložený odstřelený rys byl zaznamenán na Táborsku (1835), někdy se udává i odstřel z roku 1890 v Dolním Hvozdu na Šumavě.
Na Moravě a ve Slezsku přežíval rys ostrovid déle, mimo jiné i díky migraci nových jedinců ze západokarpatské oblasti. Díky této migraci též nelze určit, kdy přesně zanikla původní populace, většinou se předpokládá, že se tak stalo na přelomu 19. a 20. století a že zastřelení jedinci z let 1912–1914 byli zatoulanci ze Slovenska nebo jejich potomci.
Na Slovensku se v karpatských pohořích zachoval a zásluhou úplné ochrany se po druhé světové válce jeho početnost tak zvýšila, že začal pronikat i více na západ, na moravské území.

#### Návrat rysa a stav k počátku roku 2006

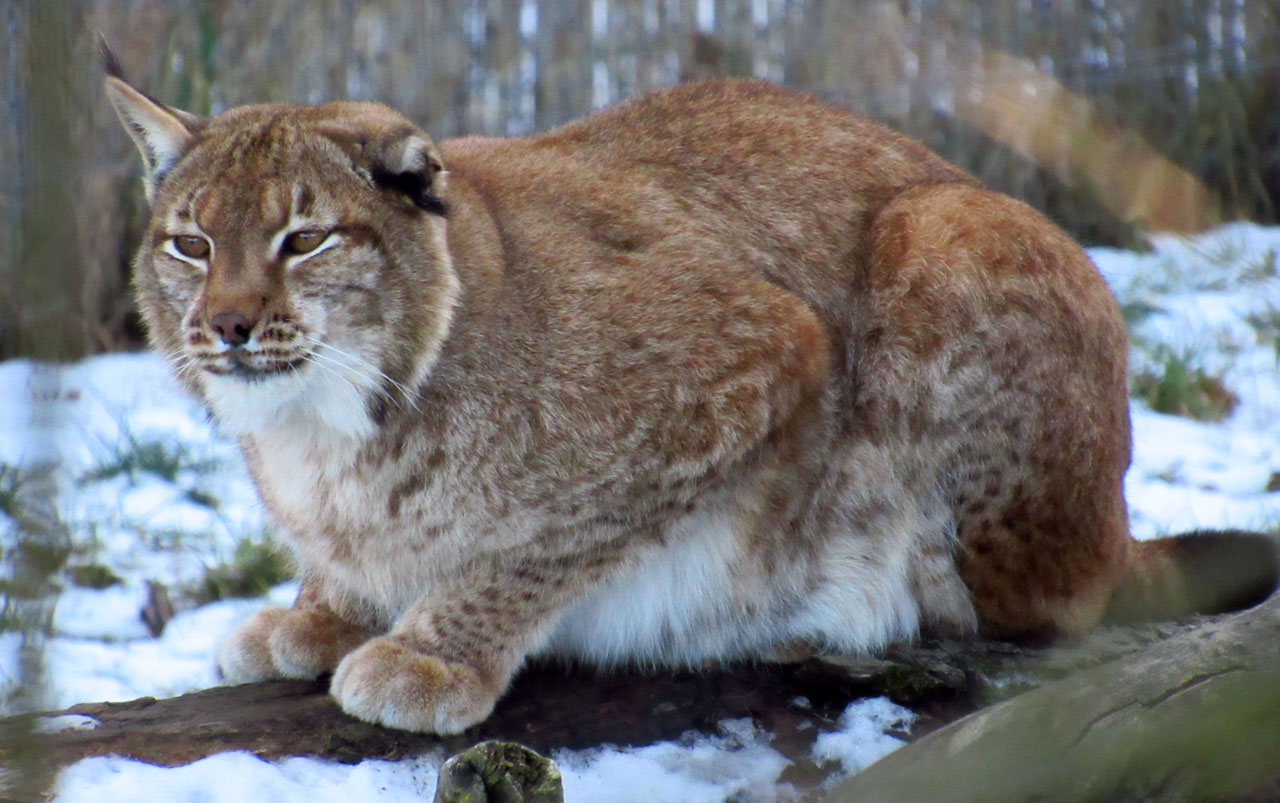
Rys ostrovid v Zoo Tábor

Po roce 1945 migrace ze Slovenska vedla k částečnému obnovení rysích populací v oblasti Moravskoslezských Beskyd a méně osídlených Jeseníků z důvodu vysídlení Němců. V sedmdesátých až osmdesátých letech došlo k prudké decimaci nejdříve beskydské a posléze i jesenické populace pytláky, nicméně díky jeho omezení a posílení migrace ze Slovenska přežily a částečně se vzpamatovaly. Zároveň došlo v 70. a 80. letech díky reintrodukčním programům v Bavorském lese a na Šumavě k návratu rysa do Čech. Rysi ze Slovenska se stali základem pro vytvoření těchto nových populací, stejně jako dalších populací v Evropě, kam byli reintrodukováni prostřednictvím ZOO Ostrava a ZOO Dvůr Králové n. L. (SRN, Rakousko, Švýcarsko a Slovinsko, Francie a Itálie).
V současné době tedy existují na území Česka tři izolované populace:
- severovýchodní Morava (Beskydy, Javorníky, Vsetínské vrchy a Bílé Karpaty): asi 10–15 jedinců, vzhledem k vytrvalé migraci ze Slovenska vykazuje stabilní stav
- Jeseníky: 3–5 jedinců, kvůli pytláctví vymírá, je zde možná občasná migrace z Polska
- jižní a západní Čechy (Český les, Šumava, Blanský les, Novohradské hory, Třeboňsko a přilehlé oblasti): 52–85 jedinců, kvůli zvýšenému odstřelu dochází v současnosti k jejímu zřetelnému poklesu. K této populaci se počítají i okrajové minipopulace vzniklé v posledních letech v Brdech (v současnosti asi 2 jedinci) a Labských pískovcích výskyt je hlášen i NP České Švýcarsko, v Lužických horách a z Jihlavských vrchů. Zdá se, že v populační dynamice rysa existují v Česku určité dlouhodobější cykly.

#### Rys ve severních Čechách
V roce 2009 byly objeveny stopy rysa i v Krkonoších a po dalších necelých čtyřech letech byl rys ostrovid také zachycen fotopastí u nedalekých Adršpašských skal.

#### Stav k roku 2015 podle ochranářů
Hnutí Duha odhaduje současný stav rysa v Česku na 100 kusů. Populace jsou ohroženy pytláctvím, v letech 1989–2015 bylo podle ochranářů zabito několik set kusů.

## Stanoviště

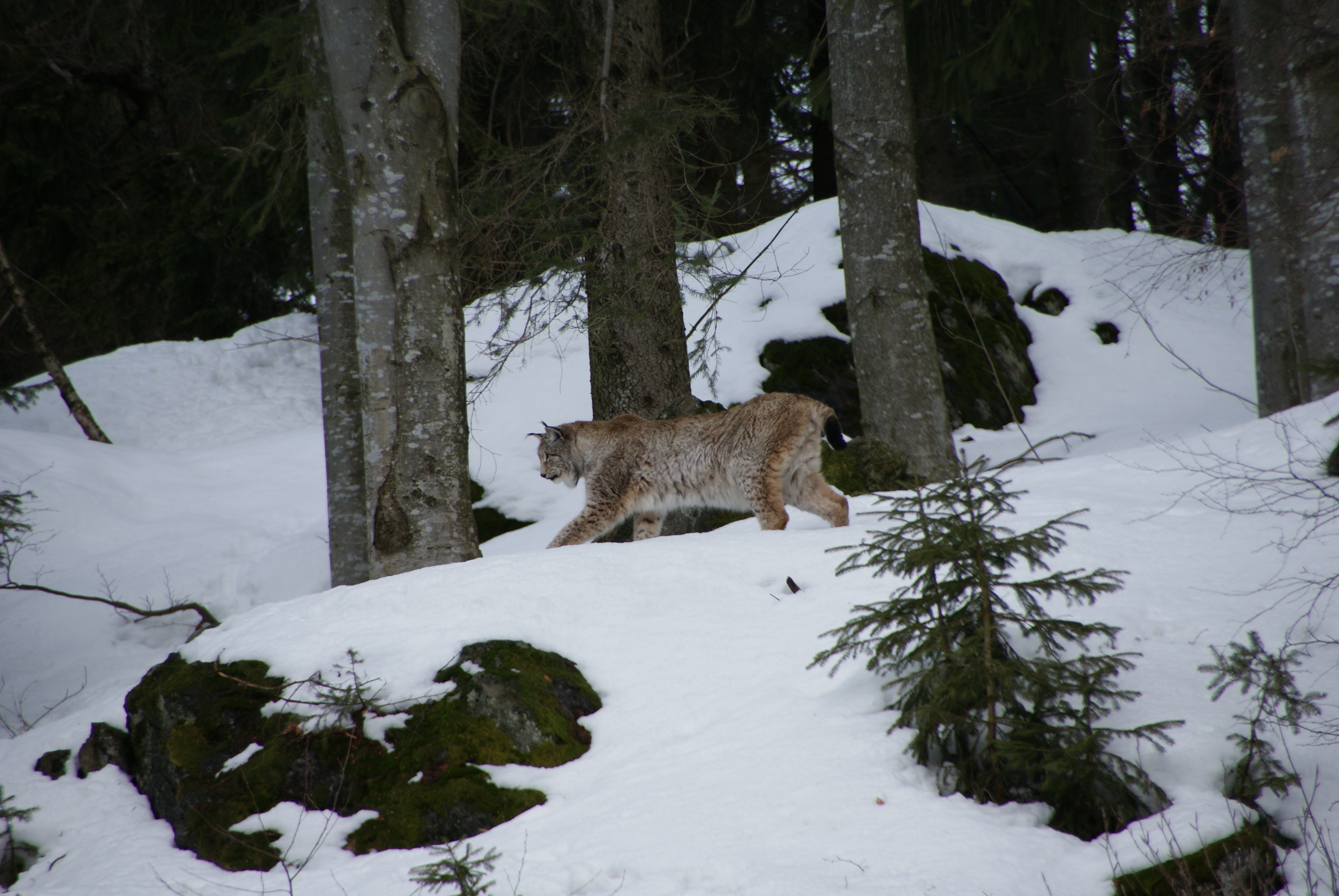
Rys ve svém přirozeném prostředí (Národní park Bavorský les)

Rys žije v širokém spektru vegetačních a klimatických podmínek. Jedná se především o různé druhy lesů s početnými populacemi kopytníků. V Evropě a Severní Asii to jsou smíšené lesy mírného pásu, středomořské lesy, tajga a okraje tunder. Ve Střední a Přední Asii obývá i horské louky, stepi, lesostepi a horskou kamenitou krajinu. Proniká i na okraje aridních oblastí. Vyskytuje se od mořského pobřeží do nadmořské výšky až 5500 metrů (Himálaj a okolí).
Typickým životním prostředím v českých přírodních podmínkách jsou oblasti smíšených a jehličnatých lesů středních a vyšších poloh, pokud možno s bohatým podrostem a skalními útvary. Při zvyšování početnosti však rys proniká i do oblastí jak horských bezlesí, tak listnatých lesů v nižších polohách, kde se stává konkurentem kočky divoké. Může se vyskytovat i v kulturních smrčinách a zemědělsky využívané krajině, výjimečně i poblíž vesnic a měst, ale obvykle zde žije jen při výrazném úbytku kořisti v přirozeném habitatu.
Ačkoliv je relativně dobře adaptován na pohyb ve sněhu, volný a hluboký sníh mu komplikuje chůzi a v oblastech, kde hloubka sněhu přesahuje jeden metr, přežít nedokáže.

## Ekologie a chování

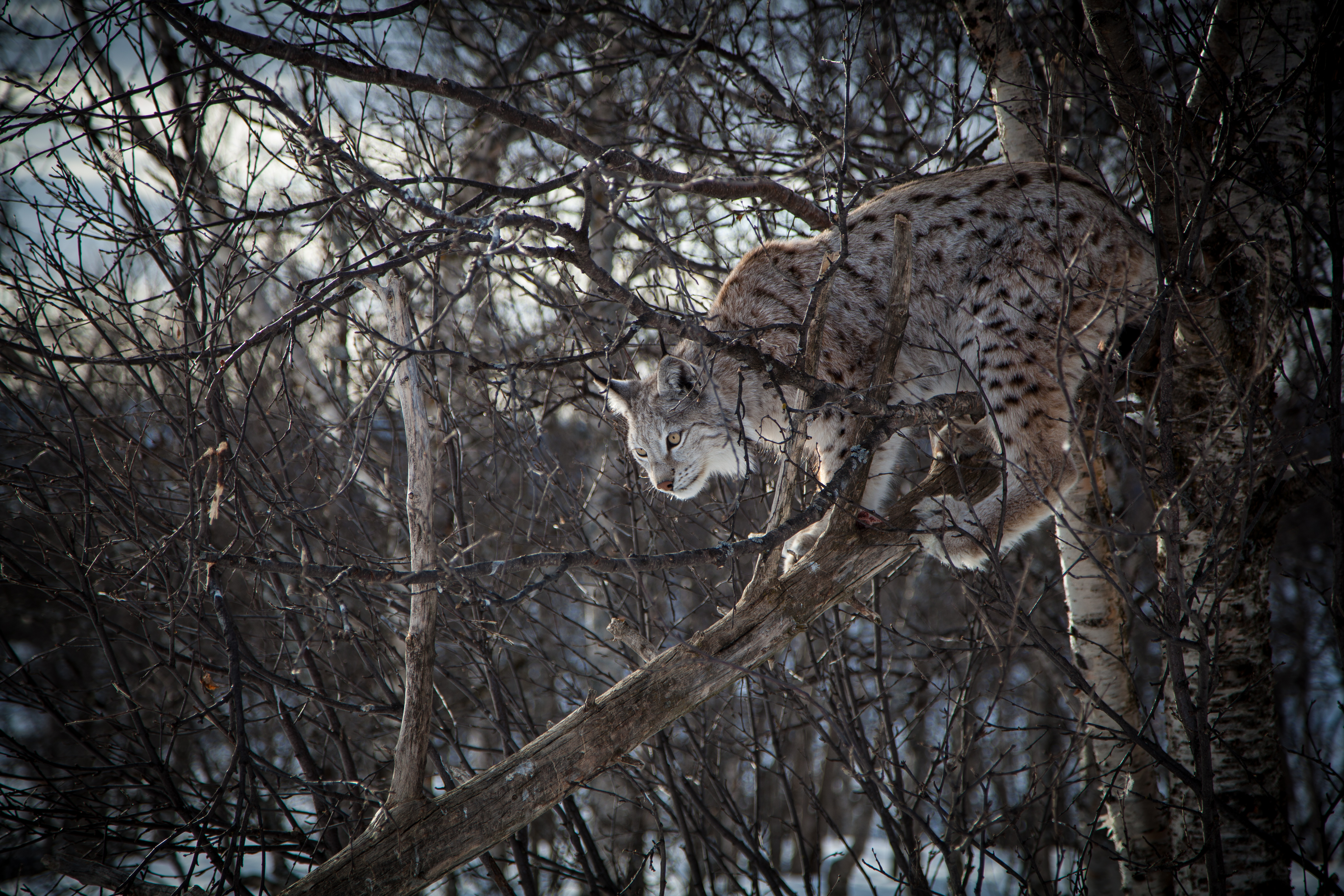
Rys šplhající po stromě (Norsko)

Rys je popisován jako obezřetné a plaché zvíře, nikoliv ovšem zbabělé. Jako většina dalších kočkovitých umí dobře šplhat po stromech a často tuto svou schopnost uplatňuje, když potřebuje uniknout nebezpečí. Vodě se pokud možno vyhýbá, pokud už musí překročit vodní toky, využije k tomu klády, kameny či lidmi zbudované lávky. Plavat ovšem umí a jsou zaznamenány případy, kdy takto překonal i vodní plochy o řádových velikostech od desítek po stovky metrů. Rys je aktivní hlavně za soumraku, případně v noci, na tichých lokalitách může být k vidění i přes den, kdy se rád sluní. Obyčejně však v průběhu dne odpočívá ve skalních úkrytech nebo v houštinách. Když se samice stará o mláďata a musí tedy častěji lovit, bývá činná mnohdy i za dne. Většinou se pohybuje pomalu, často si lehá či sedá. Četnost a míra denních přesunů se liší jedinec od jedince, byly zaznamenány i delší než 20 km, ale obvykle jde o asi 10 km. Dlouhé cesty podnikají jedinci hledající si teritorium případně ti, kteří pátrají po potravě v době jejího výrazného nedostatku.
Dospělí rysové si vytyčují teritorium, jehož celková velikost závisí na úživnosti prostředí a pohybuje se od několika desítek po několik stovek km2. Ve výjimečných případech se může jednat až o více než 2000 km2 (severní Švédsko). Teritorium se dělí na domovský okrsek (jádro teritoria, které si jedinec značkuje trusem a močí a urputně je brání proti vetřelcům; jeho velikost se v průběhu roku obvykle výrazně mění) a okrajový okrsek. Teritoria dvou samců se zpravidla nepřekrývají (nebo se překrývají jen nepatrně), naproti tomu samec strpí překryv svého teritoria nejméně s jednou nebo i několika samicemi. Území samic jsou menší. Pokud se samčí teritoria překrývají, snaží se jejich vlastníci vzájemnému kontaktu pokud možno vyhnout. Své území si značí močí, trusem a drásáním kůry stromů. 
Rysi vydávají asi 10 až 12 typů zvuků. Mňoukají, prskají, syčí, vrčí, vrní, kvílí, žvatlají, pobrukují a předou. Ve volné přírodě se zvukově příliš neprojevují kromě období rozmnožování.

### Rozmnožování

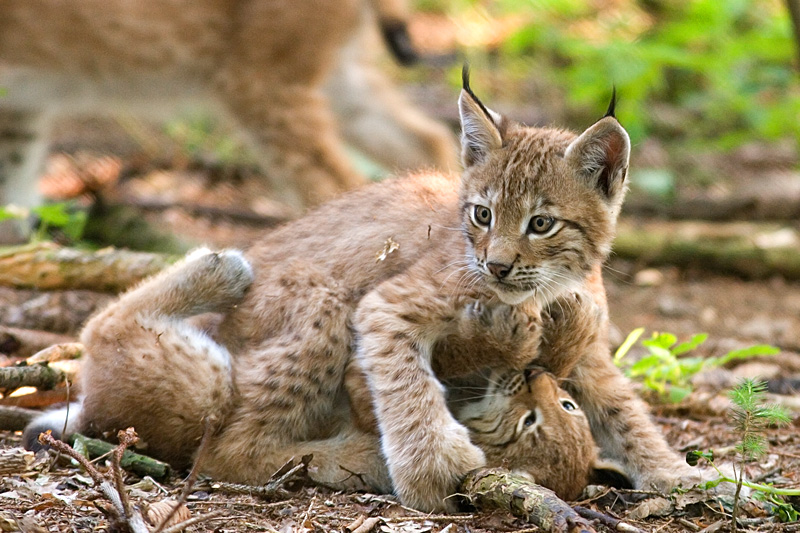
Hrající si mláďata

Samec žije samotářsky, jen v době páření se zdržuje se samicí. V tomto období doprovází samici někdy i více samců, kteří spolu bojují. Říje probíhá v únoru a březnu. Projevuje se zvýšenou frekvencí značkování močí a častější potulkou, a to především u samců. Samice dává svou říjnost trvající asi 4 až 10 dnů najevo válením se na zádech a hlasitým mňoukáním. Před vlastním pářením probíhá seznamovací rituál, který je tím kratší, čím více se pár zná z dřívějška. Pářící se pár spolu zůstává několik dní, během nichž opakovaně kopuluje. Samec při tom kouše samici do krku, což je u kočkovitých šelem běžné. Březost trvá 67 až 74 dnů. Na konci tohoto období vyhledá samice doupě, což může být úkryt v houští, prohlubeň v kořenovém systému stromů, mezera v kamenné suti, případně skalní rozsedlina. V květnu až červnu rodí samice 1–4 mláďata. Mladé a starší samice mívají obvykle po jednom mláděti, rysice ve středním věku rodí nejčastěji dvojčata, v oblastech s dostatkem potravy se vyskytují trojčata a výjimečně i čtyřčata. Průměrný počet je 2,46 mláděte na vrh. Mláďata váží 245 až 430 gramů. Jejich vývoj trvá podstatně pomaleji než například u kočky divoké. Rodí se slepá, vidět začnou po 8–17 dnech. Nejprve jsou pokryta měkkou šedou srstí s jen vágními náznaky skvrn, zbarvení dospělých rysů získávají asi ve 14 týdnech věku. Kojení trvá nejméně 2 až 3 měsíce, zcela odstavena jsou však rysata až po 5 až 6 měsících. Pevnou stravu začnou přijímat po 6 až 7 týdnech. Mláďata zůstávají ve společnosti matky až do další říje, ovšem je znám případ, kdy s matkou cestoval ještě dvouletý potomek. Pohlavní dospělosti mláďata dosahují mezi 21 (samice) až 33 měsíci (samci).

### Potrava a její lov
Rys loví v naprosté většině případů sám, ale existují i záznamy o spolupráci více jedinců, nejspíše matky s mláďaty či sourozenců. Není vytrvalý běžec, na kořist číhá či se k ní nepozorovaně přiblíží a útočí z bezprostřední blízkosti. Data ze Švédska hovoří o tom, že 70 % úspěšných lovů bývá kratších než 20 metrů. Nicméně je schopen pronásledovat soby a zajíce i na vzdálenost 200 až 300 metrů a bývá v tom poměrně úspěšný. Je to zřejmě z toho důvodu, že dokáže odhadnout kondici oběti a když ví, že má šanci, běží za ní i na delší vzdálenost. K číhání často používá vyvýšená místa, odkud kořist vyhlíží, využívá při tom spadlé kmeny stromů, kameny a okraje houštin. Někdy čeká na kořist u zvířecích stezek či nor, v těchto případech hlavně zaječích, a snaží se oběť chytit jediným skokem. Celkem bylo určeno mnoho desítek druhů živočichů, jimiž se rysi živí. Hlavní složkou potravy jsou kopytníci, především srnec, který představuje nejdůležitější kořist na většině míst výskytu, dále muflon, kamzík, jelen, sob a prase divoké. Za významný a místy dominantní lze považovat podíl hlodavců a zajícovců, příležitostně pak jídelníček doplňují ptáci, lišky, kočky, lasicovití, obojživelníci, hmyz a někdy i hospodářské zvířectvo. Zajíci dominují potravě v tajze, jejich zbytky zde obsahuje 60 až 80 % rysích exkrementů. Směrem na jih, ve smíšených lesích mírného pásu, roste podíl větší kořisti, například v Bělověžském pralese tvoří srnci a jeleni 90 až 94 % potravy. Doplňkovou stravu zde představují divoká prasata, zajíci, hlodavci a na jaře a v létě dokonce psi domácí. V Dinárských horách čítají 79 % z celkové masy kořisti srnci, na druhém místě je pak plch velký. Ve švýcarských Alpách rysi spoléhají hodně na lov kamzíků. V severním Finsku, Švédsku a Norsku tvoří důležitou kořist sobi. Na území Kavkazu tvoří více než 40 % kořisti rozliční hlodavci následovaní divokými kozami (včetně kamzíků), přičemž asi 12 % kořisti zde sestává z menších šelem, jako jsou divoké kočky, kuny, lišky, psi a jezevci. V horských oblastech Pákistánu představuje klíčovou potravu koza šrouborohá, avšak v případě jejího nedostatku se rysi mohou přeorientovat na dobytek. V Číně loví rysi srnce, zajíce, pišťuchy, nahury, gazely tibetské, čiru, lišky, psíky mývalovité, hlodavce a rozličné ptáky. Z hospodářských zvířat napadají rysi především ovce. Složení kořisti se mění sezónně, kdy na jaře a v létě je potrava pestřejší, sestávající převážně z menších živočichů, zatímco v zimě výrazně převažují kopytníci, někdy velké kusy, a to především z důvodu jejich zranitelnosti a snížené pohyblivosti ve sněhu. Svou roli může hrát i pohlaví lovce, samci rysů častěji loví větší kořist než samice.
Úspěšnost lovu závisí na tom, je-li potenciální kořist na rysa zvyklá a na dalších faktorech. Obecně se tvrdí, že úspěšnost útoků na kopytníky se pohybuje v rozpětí 20–80 %. Rys je schopen zdolat kořist až do hmotnosti asi 220 kg.
Stejně jako mnohé další kočkovité šelmy zabíjí i rys občas větší množství zvířat, než je schopen zkonzumovat. Buď se tak stává v uzavřeném prostoru, z něhož potenciální oběti nejsou schopni utéct (ovce, slepice, srnci v ohradě) anebo v oblastech, kde na něj není jeho kořist zvyklá. Například ve švýcarských Alpách zabila reintrodukovaná samice během jednoho dne čtyři kamzíky.

### Zabíjení a zacházení s kořistí
Menší kořist je zabíjena kousnutím do hlavy, kopytníci zakousnutím do hrdla nebo týla a zadušením. Větší kořist zabíjí rys ve srovnání s jinými kočkami častěji jinou technikou. Skočí oběti přímo na hřbet, kde se drží pomocí drápů a snaží se zakousnout do krku. Nejspíše takto útočí především v hlubším sněhu, kde by neměl oporu pro zadní nohy v pevné zemi. Rys zpravidla nezačne žrát hned, lov ho často vzruší a než vzrušení pomine, nějakou dobu si s mrtvou kořistí hraje, než se do ní pustí. Není velký jedlík, za den spořádá 1–2 kg masa, výjimečně až 2,5 kg, rodinná skupina pak 4 až 7 kg. Poté kořist většinou odtáhne stranou a přehrne listím a větvičkami (výjimečně ji i vytáhne na strom). Jeho ochota se k ní vrátit závisí na míře hladu, stupni vyrušování ze strany člověka a větších mrchožroutů a dostupnosti dalších úlovků: je-li v okolí dostatek neopatrné kořisti (rys se zde vyskytuje krátce, v oblasti jsou kopytníci přemnoženi a dosud si na něj nezvykli), raději jde lovit znovu. Naopak pokud je kořisti málo a lov je namáhavý, vrací se ke kořisti pravidelně a zkonzumuje jí prakticky celou. Výzkum z Bělověžského pralesa z 90. let 20. století ukázal, že 80 % srnců zde rysi sežrali prakticky celé, 19 % zhruba z poloviny a pouze 1 % bylo opuštěno po pozření jen nepatrné části a jelen evropský byl celý zkonzumován v 36 % případů, v 59 % sežrán přibližně z poloviny a 5 % bylo opuštěno po sežrání jen malé části. Zdechliny požírá rys málokdy, čerstvou kořist jiných lovců občas ano.

### Dožití, úmrtnost, nepřátelé
Úmrtnost rysů je poměrně vysoká, především v období, kdy si začnou hledat své vlastní teritorium, tedy ve věku necelého jednoho roku. Podle výzkumů ve Švýcarsku se první zimy dožilo šest ze čtrnácti pozorovaných mláďat. Všech šest bylo následně vybaveno obojkem s vysílačkou. Jedno sledovací zařízení selhalo a z pěti zkoumaných čtyři mláďata zahynula do osmi měsíců po získání nezávislosti. Pouze jediná samice žila ještě rok po opuštění matky. Úmrtnost dospělých rysů bývá také poměrně vysoká, na čemž hlavní vinu nesou antropogenní faktory. Délka života rysa ostrovida je 16–18 let ve volné přírodě a až 24 let v zajetí.
Přirozené nepřátele má rys pouze v některých oblastech. Může jít o vlky, medvědy, levharty či tygry, kterým se pokud možno snaží vyhýbat. Rys je schopen se osamocenému vlkovi ubránit či ho dokonce sám zabít, ale proti smečce nemá šanci a pokouší se většinou uprchnout na strom. Setkání rysů a tygrů jsou nejspíše vzácná, ale pokud k tomu dojde, představuje pro něj tygr smrtelnou hrozbu.

## Výzkum
Odborníci NP Šumava zkoumají rysy pomocí vysílaček, které jim připevňují na krk a potom díky nim sledují, jak se rysové pohybují.

## Ochrana a ohrožení

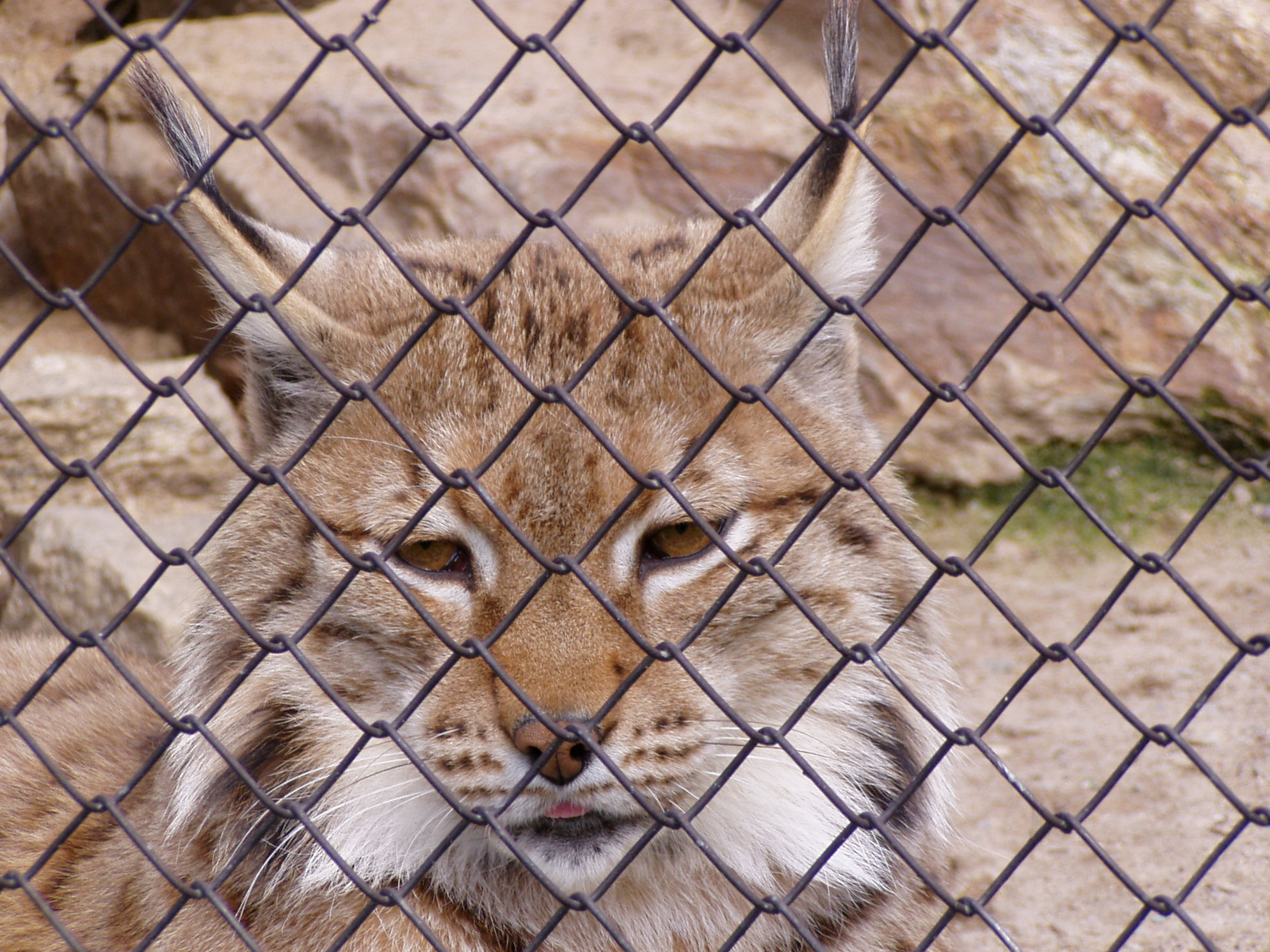
Rys ostrovid ze Stanice pro handicapované živočichy ČSOP Vlašim

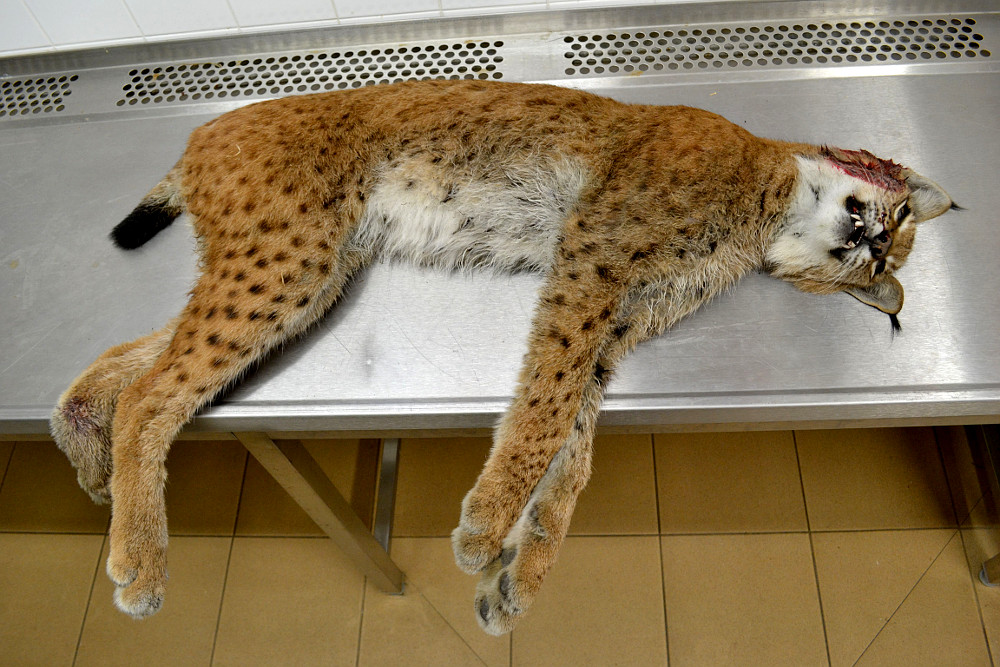
Rys ostrovid sražený na dálnici D1

### Ohrožení
Hlavním nepřítelem je nicméně člověk, což platí i pro Českou republiku. Zde je navzdory přísné ochraně ohrožen pytláctvím. Průzkumy mezi českými myslivci ukazují, že pytlačení rysa nejenže má v jejich řadách silnou podporu, ale že je též ve velké míře praktikováno. Jen v letech 1995–2005 bylo prokazatelně upytlačeno asi 60 rysů. Odhaduje se, že pytláctví představuje 80% podíl na mortalitě v rámci šumavské populace. Z anonymních anket mezi myslivci z daných oblastí vyplynulo, že 37 % ví o konkrétním případě upytlačení rysa a 10 % se k pytlačení na rysech přiznalo.

### Ochrana
Mezinárodní svaz ochrany přírody řadí rysa ostrovida globálně mezi málo dotčené druhy, ovšem s tím že některé populace jsou bezprostředně ohroženy vyhynutím. Bernská konvence jej zařazuje mezi chráněné druhy živočichů, ve směrnici 92/43/EEC je zařazen mezi druhy vyžadující územní ochranu a přísnou ochranu. CITES je zařazuje mezi druhy, se kterými nelze obchodovat.
V Česku je rys od roku 1975 celoročně hájený, případné škody jím způsobené hradí stát (konkrétně krajské úřady). Současná legislativní ochrana vychází ze zákona o ochraně přírody a krajiny č. 114/1992 Sb., ve znění pozdějších předpisů a přílohy I prováděcí vyhlášky k tomuto zákonu č.395/1992: Rys ostrovid je zvláště chráněný, silně ohrožený druh. V novém národním Červeném seznamu je zařazen mezi ohrožené druhy.
Praktickou ochranou rysa ostrovida se zabývají nevládní organizace Hnutí DUHA, Beskydčan a ČSOP. Zejména účinným prostředkem jsou tzv. vlčí hlídky v Beskydech a rysí hlídky na Šumavě.
Dne 11. 6. se v evropských státech připomíná Mezinárodní den rysů neboli International Lynx Day. Konají se při tom různé vzdělávací akce, které mají veřejnost seznámit s životem této šelmy.

## Chov v zoo
V Česku chovají rysa ostrovida nejen zoologické zahrady sdružené v UCSZOO, ale například také ZOO Tábor a ZOO Dvorec. Rysí výběh je též u návštěvnického centra Národního parku Šumava v Kvildě.